# Walter Lesch (Regisseur)
Bernhard Walter Lesch (* 4. März 1898 in Zürich; † 27. Mai 1958 in Küsnacht) war ein Schweizer Regisseur und Autor.

## Leben
Walter Lesch war ein Sohn des Kunstmalers Bernhard Robert Lesch und von dessen Frau Hermine Elisabeta geb. Ranschenbach. Er absolvierte die Handelsschule und anschliessend ein Germanistikstudium an der Universität Zürich. 1922 promovierte er dort mit der Schrift Das Problem der Tragik bei Gerhart Hauptmann. Danach war er als Journalist, Regisseur und Filmdramaturg in Berlin und Zürich tätig. Ab 1929 trat er mehrfach mit eigenen Lustspielen und Komödien in Erscheinung, die vom Schauspielhaus Zürich uraufgeführt wurden. Er inszenierte zwei Spielfilme für die Praesens-Film AG: Wie d’Warret würkt (1933) zusammen mit Richard Schweizer sowie Jä – soo! (1935) mit Leopold Lindtberg. Dabei war Lesch jeweils auch am Drehbuch beteiligt. 1933 war er Mitbegründer und Direktor des Cabarets Cornichon, für welches er über 400 Chansons schrieb. Nach dem Untergang der schwer verschuldeten Kleinkunstbühne arbeitete er als Werbetexter. 1951 verfasste er den Text zur Kleinen Niederdorfoper von Paul Burkhard.
Verheiratet war Lesch mit der Schauspielerin Mathilde Danegger, ihre gemeinsame Tochter ist die Schauspielerin Karin Lesch.